# 亞洲劇台電視劇集列表 (2020年代)
本列表是韓劇台電視劇集列表的子列表，已經建有主條目的內容細節將不記錄在本頁面。已建有主條目的資訊收錄在#分年子列表的各內部連結中。